# Đi tuần tình dục

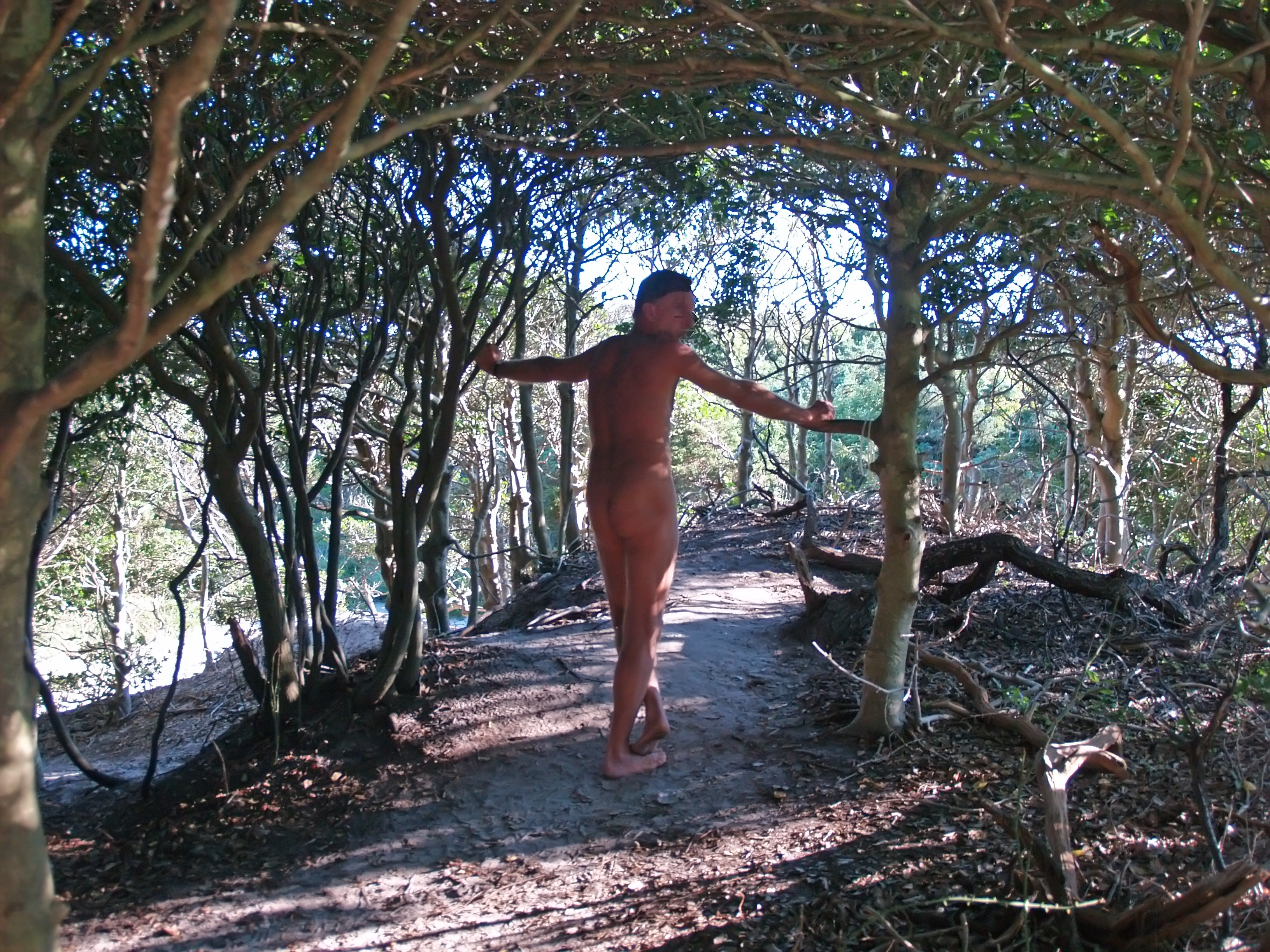
Trong 'ổ thịt' khét tiếng ở Fire Island Pines, New York, một người đàn ông đi tuần để quan hệ tình dục.

Lượn lờ tình dục (đi săn hàng) hoặc cruising, là đi bộ hoặc lái xe về một địa phương để tìm kiếm bạn tình, thường là của một loại tình dục ẩn danh, tình dục ngẫu nhiên, tình một đêm. Thuật ngữ này cũng được sử dụng khi công nghệ được sử dụng để tìm kiếm tình dục thông thường, chẳng hạn như sử dụng trang web Internet hoặc dịch vụ điện thoại.